# Blanquitud
Los estudios sobre la blanquitud  (en inglés whiteness y en francés blanchité) es un espacio interdisciplinario de investigación iniciado en los Estados Unidos, particularmente desde finales del siglo XX y se centra en lo que los proponentes describen como los aspectos culturales, históricos y sociológicos de las personas identificadas como blancas, y la construcción social de 'blanquitud' como una ideología vinculada al estatus social. Los pioneros en el campo incluyen a W. E. B. Du Bois (Jefferson Davis como representativo de la civilización, 1890; Darkwater, 1920), James Baldwin (The Fire Next Time, 1963), Theodore W. Allen (La invención de la raza blanca, 1976, expandido en 1995), Ruth Frankenberg (Mujeres blancas, asuntos raciales: La construcción social de la blanquitud, 1993), la escritora y crítica literaria Toni Morrison (Jugando en la oscuridad: Blanquitud y la imaginación literaria, 1992) y el historiador David Roediger (Los sueldos de blancura, 1991); en América Latina uno de las obras principales fue elaborada por Bolívar Echeverría (Modernidad y blanquitud, 2011). A mediados de la década de 1990 numerosos trabajos en muchas disciplinas analizaron la blanquitud y la blancura, y desde entonces se ha convertido en un tema para cursos académicos, investigación y antologías.
Un principio central de los estudios de la blanquitud es una lectura de la historia y sus efectos sobre el presente, en donde se dice que el mismo concepto de superioridad racial se construyó socialmente para justificar la discriminación contra los no-blancos. Desde el siglo XIX, algunos autores han argumentado que los significados fenotípicos atribuidos a razas específicas carecen de asociación biológica, y que la raza no es, por lo tanto, un concepto biológico válido. Muchos científicos han demostrado que las teorías raciales se basan en una agrupación arbitraria de categorías y costumbres fenotípicas, y pueden pasar por alto el problema de las gradaciones entre categorías. Thomas K. Nakayama y Robert L. Krizek escribieron sobre la blanquitud como "retórica estratégica," afirmando en el ensayo «Blanquitud: Una retórica estratégica», que la blanquitud es un producto de "formación discursiva" y una "construcción retórica"». Nakayama y Krizek escribieron: «no hay una 'verdadera esencia' para la 'blanquitud': solo hay construcciones históricamente contingentes de esa ubicación social». Nakayama y Krizek también sugieren que al nombrar la blancura, uno llama a su centralidad y revela su posición central invisible. La blanquitud está considerada normal y neutra, por lo tanto, al nombrar la blanquitud significa que uno identifica la blancura como una construcción retórica que puede ser disecada para desenterrar sus valores y creencias.
Las áreas importantes de la búsqueda en estudios de la blanquitud incluyen la naturaleza del privilegio blanco e identidad blanca, el proceso histórico mediante el cual se creó una identidad racial blanca, la relación de la cultura con la identidad blanca y los posibles procesos de cambio social que afectan a la identidad blanca.

## Desarrollo del campo en Estados Unidos
Se podría decir que los estudios de la blanquitud como una identidad única comienzan entre las personas negras, que necesitaban comprender la blanquitud para sobrevivir, particularmente en las sociedades esclavistas como las colonias americanas y los Estados Unidos. Un tema importante en esta literatura es, más allá de la invisibilidad general de los negros para los blancos, es la falta de voluntad de los blancos para considerar que los negros los estudian antropológicamente. El autor estadounidense James Weldon Johnson escribió en su novela de 1912 The Autobiography of an Ex-Colored Man que «las personas de color de este país conocen y entienden mejor a los blancos que lo que los blancos se entienden a ellos mismos». El autor James Baldwin escribió y habló extensamente acerca de la blanquitud, definiéndola como un problema social central e insistiendo que es una elección, no una identidad biológica. En The Fire Next Time (1963), un libro de no-ficción sobre relaciones raciales en los Estados Unidos, Baldwin sugiere que:
Los blancos en este país tendrán suficiente para aprender a aceptar y amarse a sí mismos y a los demás, y cuando lo hayan logrado -lo que no será mañana y puede que nunca sea así- el problema de los negros ya no existirá, porque ya no será necesario.
Una importante teoría negra de la blanquitud conecta a este grupo identitario con actos de terrorismo -es decir, esclavitud, violación, tortura y linchamiento- contra personas de raza negra, que fueron tratadas como subhumanas.
Académicos blancos en los Estados Unidos y el Reino Unido empezaron con los estudios de la blanquitud en 1983, creando la idea de una disciplina de estudios llamada whiteness studes (estudios de la blanquitud). Las "guerras de canon" durante 1980 y 1990, una controversia política sobre la centralidad de perspectivas y los autores blancos en la cultura de Estados Unidos, llevaron a los estudiosos a preguntar "cómo la construcción imaginaria de la 'blanquitud' había moldeado la literatura estadounidense y la historia estadounidense". El campo desarrolló un gran cuerpo de trabajo durante la década de 1990, que abarca las disciplinas de «crítica literaria, historia, estudios culturales, sociología, antropología, cultura popular, estudios de comunicación, historia de la música, historia del arte, historia de la danza, estudios de humor, filosofía, lingüística y folclore».
Cuando en 2004, según  The Washington Post, al menos 30 instituciones en los Estados Unidos incluyendo la Universidad de Princeton, la Universidad de California en Los Ángeles, la Universidad de Nuevo México y Universidad de Massachusetts Amherst ofrecen, o han ofrecido, cursos en estudios de la blanquitud. La enseñanza e investigación sobre la blanquitud a menudo se superponen con la investigación sobre la teoría poscolonial y el orientalismo que tienen lugar en las facultades y departamentos universitarios de Artes y Humanidades, Sociología, Literatura, Comunicaciones, y estudios culturales , entre otros (p. ej. Kent, Leeds). También participan intensamente en estudios de la blanquitud y son practicantes de educación antirracista, como Betita Martínez y el taller Challenging White Supremacy.
Una contribución a los White Studies (Estudios blancos) es Rich Benjamin con Searching for Whitopia: An Improbable Journey to the Heart of White America. El libro examina creencias sociales blancas y ansiedad blanca en los Estados Unidos contemporáneos—en el contexto de enorme cambio demográfico, cultural y social. El libro es a menudo enseñado como introducción a los estudios de la blanquitud sobre identidad racial blanca en unos «post-raciales Estados Unidos».
Otra contribución importante a los estudios de la blanquitud es el análisis de blanquitud como fenómeno, no sólo localizado en los EE. UU. y el Hemisferio Occidental, sino también en el contexto de otras poscoloniales metrópolis, así como en Países Bajos. El libro de Gloria Wekker llamado Inocencia Blanca: las paradojas de colonialismo y la raza excava el immutability y fluidez de identidad blanca y su relación a inocencia en el contexto de correo-colonial Netherlands en la primera década del siglo XXI. Wekker Identifica la inocencia blanca como construcción contemporánea y negación [olvido nacional agresivo] del papel de Holanda y su proximidad al imperialismo europeo, la estratificación racial y la jerarquía, y sus contribuciones a la construcción contemporánea de la pertenencia nacional y la normatividad cultural (autochtoon vs. allochtonen).
En el análisis de Wekker, a pesar de que una mayoría de los residentes de Países Bajos son migrantes, el proceso de estratificar holandés desde el “Otro” se facilita a través de tono de piel y las prácticas religiosas no-cristianas (“deviant”, religiones no blancas). En la cuenta de Wekker, el proceso de racialización está reservado para grupos de migrantes de mediados a fines del siglo XX [i.e. musulmanes, negros surinameses, negros antillanos], intercambiablemente como un medio de delinear grupos fuera de las "normas" inmutablemente construidas de la sociedad holandesa. Finalmente, Wekker está iluminando las maniobras culturales y retóricas que ocurren dentro de la cultura popular holandesa, espacios educativos y discursos nacionales que facilitan una normalización, no-identidad a la blanquitud y cómo este mismo concepto está intrincadamente conectado a una gramática racial histórica más larga del siglo XIX que acompañó la expansión imperial.

### Historia de la blanquitud
Los estudios de blancura se basan en la investigación sobre la definición de raza, que se origina en los Estados Unidos pero que se aplica a la estratificación racial en todo el mundo. Esta búsqueda enfatiza la construcción social históricamente reciente de la identidad blanca. Como declaró W. E. B. Du Bois en 1920: El descubrimiento de una blanquitud personal entre los pueblos del mundo es una cosa muy moderna,—un asunto del siglo XIX y XX, de hecho. La disciplina examina cómo la identidad blanca, indígena y las identidades negras/africanas emergieron en interacción con las instituciones de esclavitud, poblamiento colonial, ciudadanía, y trabajo industrial. Becarios como Winthrop Jordania han rastreado la evolución de la línea legalmente definida entre "negros" y "blancos" a los esfuerzos del gobierno colonial para prevenir revueltas interraciales entre trabajadores no remunerados.
Joseph Pugliese, académico de la Universidad de Macquarie uno de los escritores que han aplicado los estudios de la blanquitud en un contexto australiano, hablando las formas en que los indígenas australianos eran marginalizados en el esplendor de la  colonización británica en Australia, cuando la blanquitud tomó una posición central en la construcción de la identidad australiana. Pugliese discute la política de Australia Blanca del siglo XX como intento consciente para preservar la"pureza"de la blancura en la sociedad australiana.

## Privilegio blanco
En 1965, extrayendo ideas de W.E.B. Du Bois e inspirado en el movimiento de los Derechos Civiles, Theodore W. Allen empezó un análisis de cuarenta años de "privilegio de la piel blanca", "privilegio de la raza blanca" y "privilegio blanco". En una pieza redactada para el "Comité de Conmemoración de Brown de John",  insta a los "estadounidenses blancos que quieren el gobierno del pueblo y para el pueblo", a "empezar primero repudiando sus privilegios de piel blancos". De 1967 a 1969 varias versiones del panfleto, "Punto ciego blanco", que contenía piezas de Allen y Noel Ignatin (Noel Ignatiev), centrado en la lucha contra "privilegio de la piel blanca" e influido por sectores de la Nueva izquierda. El 15 de junio de 1969, el New York Times informaba que la Oficina Nacional de SDS llamaba "para un todo-fuera en la lucha en contra de los 'privilegios de la piel blanca'".
En 1974-1975, Allen extendió su análisis del "privilegio blanco", la opresión racial y el control social al período colonial con su pionera "Lucha de clases y el origen de la esclavitud racial: la invención de la raza blanca". Con la investigación continua, desarrolló sus ideas como su seminal de dos volúmenes, The Invention of the White Race, publicado en 1994 y 1997.
Durante casi cuarenta años, Allen ofreció un análisis histórico detallado del origen, mantenimien to, y funcionamiento del "privilegio de piel blanca" y "privilegio blanco" en tales escritos como: "Supremacía Blanca en Historia de EE.UU.", (1973); "Lucha de Clase y el Origen de Esclavitud Racial: La invención de la raza blanca" (1975); "La invención de la raza blanca," Vol. 1: "Opresión Racial y Control Social" (1994, 2012); "La invención de la raza blanca," Vol. 2: "El Origen de Opresión Racial en Anglo-América" (1997, 2012); "Resumen del Argumento de 'La invención de la raza blanca'" Partes 1 y 2 (1998); "En Defensa de Acción Afirmativa en Política de Ocupación" (1998); "'Raza' y 'Etnicidad': Historia y el 2000 Censo"(1999); y "En Roediger Sueldos de Blancura" (Edición Revisada)";
En su trabajo histórico, Allen afirmó que: 
- La "raza blanca" estuvo inventada como clase gobernante de control social en el tardío siglo XVII y comienzos del siglo XVIII en las coloniales inglesas de la plantación estadounidense (principalmente Virginia y Maryland);
- Central a este proceso era la burguesía de plantación de clase gobernante confiriendo "privilegios de raza" blanca los trabajadores europeos-estadounidenses.
- Estos privilegios no fueron sólo contra los intereses de los afroestadounidenses, sino que también eran "venenos", "ruinosos", un anzuelo cebado, para los intereses de clase de los trabajadores.
- La supremacía blanca, reforzado por el "privilegio de piel blanca", ha sido el principal retardante de consciencia de la clase trabajadora en los EE. UU.; y
- La lucha por el cambio social radical tendría que dirigir esfuerzos principales en desafiar la supremacía blanca y los "privilegios de piel blanca".[34] El trabajo de Allen influyó en Students for a Democratic Society (SDS) y sectores de la "nueva izquierda" y allanó el camino para el "privilegio blanco", "la raza como constructo social" y los "estudios de la blanquitud". También planteó preguntas importantes sobre los desarrollos en esas áreas, y evitó usar el término "blancura", usando comillas cuando lo hizo.[35]

Laura Pulido escribe sobre la relación de privilegio blanco y racismo. 
"Privilegio blanco [es] una forma altamente estructural y espacial de racismo ... sugiero que los procesos históricos de suburbanización y descentralización son ejemplos de privilegios blancos y han contribuido a los patrones contemporáneos del racismo ambiental."
Pulido define el racismo ambiental como "la idea de que los no-blancos están desproporcionadamente expuestos a la contaminación".
Escritores como Peggy McIntosh dicen que las ventajas sociales, políticas y culturales son acordes a blancos en la sociedad global. Argumenta que estas ventajas parecen invisibles a personas blancas, pero obvias a los no-blancos. McIntosh argumenta que los blancos utilizan su blancura, conscientemente o inconscientemente, como marco para clasificar personas y entender sus ubicaciones sociales. Además, incluso aunque muchas de las personas blancas entienden que aquella blancura y blanquitud está asociada con el privilegio, no reconocen su privilegio porque se ven como "intermedios" y no-racistas. Esencialmente, la blanquitud es invisible a personas blancas.

Para este caso, 
"Creo que a los blancos se les enseña cuidadosamente a no reconocer el privilegio blanco, ya que a los hombres se les enseña a no reconocer el privilegio masculino. Así que he comenzado de manera intacta a preguntar cómo es tener privilegios blancos. He llegado a ver el privilegio blanco como un paquete invisible de activos no devengados en los que puedo contar cobrando cada día, pero sobre el cual 'debí' permanecer ajeno" (188).
McIntosh llama a los estadounidenses a reconocer el privilegio blanco de modo que pueden más eficazmente lograr igualdad en la sociedad estadounidense. Argumenta, 
"Para rediseñar los sistemas sociales, primero debemos reconocer sus dimensiones colosales invisibles. Los silencios y negaciones que rodean los privilegios son la herramienta política clave aquí. Mantienen el pensamiento sobre la igualdad o equidad incompletas, protegiendo la ventaja no ganada y confiriendo dominancia al hacer estos de temas un tabú" (192).
El privilegio blanco es también relacionado con la "white guilt" (sentimiento de culpa de los blancos). Cuando Jackson escribe en el artículo, "Ruidos blancos: On Performing White, On Writing Performance" (1998):  "Las retóricas de la culpa blanca son aburridas, cliché, falsa, y en todas partes. Y ahora que el estereotipo de 'blanco culpable' está casi arraigado en su negatividad como 'el blanco racista', la gente intenta activamente desidentificarse de ambos."